# Dicranella hilariana
Dicranella hilariana là một loài Rêu trong họ Dicranaceae. Loài này được (Mont.) Mitt. mô tả khoa học đầu tiên năm 1869.